# Rambla de las Estacas
Rambla de las Estacas este o arie protejată (sit de importanță comunitară — SCI) din Spania întinsă pe o suprafață de 0,21 ha, integral pe uscat.

## Localizare
Centrul sitului Rambla de las Estacas este situat la coordonatele 37°55′47″N 0°43′39″W / 37.9296°N 0.7274°V.

## Înființare
Situl Rambla de las Estacas a fost declarat sit de importanță comunitară în iulie 2001 pentru a proteja un număr necunoscut de specii din flora spontană și fauna sălbatică aflate în arealul zonei.

## Biodiversitate
Situată în ecoregiunea mediteraneană, aria protejată conține 2 habitate naturale: Tufărișuri termo-mediteraneene și de pre-deșert, Pseudostepă cu ierburi și specii anuale de Thero-Brachypodietea.
La baza desemnării sitului se află un număr nedeclarat de specii protejate.
Pe lângă speciile protejate, pe teritoriul sitului au mai fost identificate 4 specii de plante.